# Sedmopruga usminjača
Sedmopruga usminjača (lat. Dermochelys coriacea) je jedina danas živuća vrsta u rodu Dermochelys, kao i u porodici Usminjače (Dermochelydae). Razlikuju se od drugih morskih kornjača ne samo veličinom, nego i po tome što imaju tanak kožnati oklop i peraje bez pandži. Za zaštitu od hladnoće koristi sloj masnog tkiva koji joj služi kao izolator.

## Opis
Ova vrsta je masom od 800 kg i registriranom dužinom leđnog (dorsalnog) "oklopa" od 2,7 metara veličinom četvrti po redu reptil nakon tri vrste krokodila. Hrane se uglavnom meduzama. U grlu imaju bodlje okrenute prema natrag koje sprečavaju bijeg skliskoga plijena. Obično se hrane blizu površine, ali mogu zaroniti do 1200 metara zadržavajući dah i do pola sata. Osim u plućima mogu, poput sisavaca, skladištiti kisik i u tkivu i krvi i koristiti ga tijekom zarona.
Iako obično obitavaju u otvorenim oceanima, u vrijeme parenja okupljaju se blizu obala, gdje se mužjaci otimaju za ženke koje su došle položiti jaja. Kao i u svih morskih kornjača, ženke sedmopruge usminjače imaju snažan nagon kojim pronalaze točno određene plaže na kojima su se i same izlegle. Jaja polažu u mračnim noćima bez mjesečine, kako ne bi bile viđene, ali i kako bi izbjegle pregrijavanje preko dana za vrijeme ovog, za njih vrlo teškog, zadatka.

### Oklop
Za razliku od drugih živućih vrsta morskih kornjača, nemaju koštani oklop. Oklop tek izleglih kornjača prekriven je malim bisernim pločicama, koje vrlo brzo nestaju. Oklop odraslih kornjača se sastoji od tankog sloja kože koji pojačanim malim koštanim pločicama. Tamne je boje sa svijetlim točkicama. Ima sedam izraženih pruga po kojima je vrsta i dobila ime.

## Rasprostranjenost
Jedna je od životinja koje prelaze velike udaljenosti tijekom života. Poznato je da su neke označene jedinke prelazile Atlantik. Zahvaljujući mogućnosti ograničenog stvaranja topline, sedmopruge usminjače pored tropskih nastanjuju i suptropska mora. U Jadranskom moru je zabilježena u malom broju.

## Ugroženost i zaštita
Globalna populacija sedmopruge usminjače sastoji se od sedam manjih podpopulacija koje variraju u veličini, geografskom rasponu i populacijskim trendovima. Procijenjeni pad globalne populacije kroz zadnje tri generacije (90 godina) je 40.1%, što ih prema crvenom popisu IUCN-a čini osjetljivom vrstom. Do 2030. očekuje se rast veličine globalne populacije ako se nastave trenutni konzervacijski napori i ne pojave nove prijetnje. No čak 99% svih jediniki nalazit će se u sjeverozapadnom Atlantskom oceanu dok će neke podpopulacije bilježiti drastične padove. Ocijenjivanje statusa zaštite na globalnoj razini, na kojoj izumiranje vrste nije izgledno, u slučaju ove vrste može lažno prikriti rizike nestajanja podpopulacija. IUCN stoga navodi odvojene procjene populacija zapadnog Tihog oceana i jugozapadnog Indijskog oceana kao kritično ugrožene.

## Drugi projekti
|  | Zajednički poslužitelj ima stranicu o temi Sedmopruga usminjača    |
|  | Zajednički poslužitelj ima još gradiva o temi Sedmopruga usminjača |
|  | Wikivrste imaju podatke o taksonu Sedmoprugoj usminjači            |